# 琅琊台酒
琅琊台酒是青岛出产的一种白酒，源于当地人谭凤祥1916年在泊里所创的烧锅，后“天和泰” 、“聚和盛” 、“裕丰涌” 、“利源” 、“恒兴祥”等烧锅相继于王哥庄、王台等地成立；1946年当局合并上述私人烧锅成立酒厂，1953年改称王戈庄公社酒厂，1958年又更名为胶南县酒厂，之后又数度易名。琅琊台酒乃以高粱、大米、糯米、玉米、小麦为原料，以大麦、小麦、豌豆制大曲，经老五甑传统工艺发酵，和五段摘酒法酿制成的浓香型白酒。1980年注册了“琅琊台”商标。1994年后推出的琅琊台酒之度数较其他大部白酒为高。